# GEO-Mobile Radio Interface
GEO-Mobile Radio Interface (GMR) ist ein Standard für Satellitentelephonie vom Europäischen Institut für Telekommunikationsnormen (ETSI).
Es sind zwei parallel existierende Standards definiert, GMR-1 (ETSI TS 101 376) und GMR-2 (ETSI TS 101 377).

## GMR-1
GMR-1 wird bei den Diensten der Betreiber Thuraya Telecommunications, SkyTerra Communications, TerreStar Networks und ICO Global Communications eingesetzt.
Es lehnt sich stark an GSM an. Das Übertragungsprotokoll unterscheidet sich nur auf den untersten drei OSI-Schichten, für GmPRS nur auf den untersten zwei.
Weitergehende, spezialisierte Merkmale sind Endgerät-zu-Endgerät-Anrufe und das sogenannte „High Penetration Alerting“ (HPA, etwa „Anrufsignalisierung mit hoher Durchdringung“). Die End-zu-End-Anrufe werden vom Satellit direkt an die Gegenstelle vermittelt, ohne über das Netzwerk und nochmals über den Satelliten geleitet werden zu müssen. Das High Penetration Alerting erlaubt eine Benachrichtigung über einen eingehenden Anruf auch innerhalb geschlossener Räume, wohingegen die Gespräche nur im Freien geführt werden können.
Als Audio-Codec wird AMBE verwendet. Zur Verschlüsselung dienen A5-GMR-1, ein eigener, wahrscheinlich von A5/2 abgeleiteter Algorithmus, und A5-GMR-2, die beide 2012 gebrochen wurden.
Das System integriert sich eng mit GPS.
GMR-1 umfasst auch einen paketorientierten Dienst namens GmPRS (analog zu GPRS).
Das Projekt OsmocomGMR entwickelt einen freien Protokollstapel für GMR-1.